# Saint-Laurent-en-Brionnais
Saint-Laurent-en-Brionnais is een gemeente in het Franse departement Saône-et-Loire (regio Bourgogne-Franche-Comté) en telt 390 inwoners (2004). De plaats maakt deel uit van het arrondissement Charolles.

## Geografie
De oppervlakte van Saint-Laurent-en-Brionnais bedraagt 13,0 km², de bevolkingsdichtheid is 30,0 inwoners per km².
De onderstaande kaart toont de ligging van Saint-Laurent-en-Brionnais met de belangrijkste infrastructuur en aangrenzende gemeenten.

## Demografie
Onderstaande figuur toont het verloop van het inwonertal (bron: INSEE-tellingen).